# Machete zabíjí
Machete Kills je americký dobrodružný film Roberta Rodrigueze z roku 2013, který volně navazuje na film Machete z roku 2010. V hlavních rolích se opět objeví jeho dvorní herci Danny Trejo (Machete) a Michelle Rodriguezová. Film byl natáčen kromě USA také na Ukrajině a v Rusku, proto se v některých částech mluví rusky. Machete musí tentokrát zastavit bohatého překupníka zbraní Voze (Mel Gibson). Mačetovi pomáhá vůdkyně imigrantských revolucionářů Ona alias Luz (Michelle Rodriguezová). Do hry zasáhnou: Prezident USA (Charlie Sheen), KillJoy (Alexa Vega) nebo tajemná La Chameleón (Lady Gaga).

## Děj
Machete Cortez a agentka Sartana Rivera se snaží zatknout zkorumpované vojáky obchodující se zbraněmi s mexickým drogovým kartelem. Vojáci jsou zmasakrováni maskovanými muži vedenými záhadným luchadorem, který zabije Sartanu. Machete je zatčen a oběšen šerifem Doakesem a jeho zástupcem Clebournem, ale přežije. Volá prezident Rathcock a nabídne mu čistý trestní rejstřík a občanství, pokud zastaví psychopata Marcose Mendeze, který hrozí odpálením jaderné rakety na Washington, pokud USA nezastaví kartely a zkorumpovanou mexickou vládu.
Machete cestuje do Texasu a Mexika, kde pátrá po Mendezovi. Dozvídá se, že Mendez má spouštěč rakety napojený na své srdce – pokud zemře, raketa se odpálí. Mendez, který trpí rozdvojením osobnosti, mu vysvětlí, že ho zradili jeho nadřízení a způsobili smrt jeho rodiny. Machete ho chce dostat do USA, aby deaktivoval zařízení, ale Mendez je zabit nemrtvým zabijákem Zarorem a Machete je postřelen.
Probudí se v laboratoři miliardáře Luthera Voze, který plánuje odpálit jaderné zbraně po celém světě, uprchnout do vesmíru a tam vytvořit novou společnost. Chce z Macheteho udělat geneticky vylepšeného zabijáka. Machete uteče a spojí se se svou spojenkyní Luz, která ho pošle za expertem Osirisem.
Machete je však zrazen Blancou Vasquez, která nyní pracuje pro Voze. Přežije další pokus o vraždu, mezitím co El Camaleón – nájemný zabiják s proměnlivým vzhledem – je zabit rasisty na hranici. Machete a jeho lidé napadnou Vozovu základnu. Voz zabije Osirise, ale Machete zjistí, že to on zabil Sartanu. V souboji ho Machete popálí a donutí nasadit kovovou masku. Vasquez oslepí Luz, ta ji ale zabije, než je sama zmrazena do karbonitu a unesena.
Voz odlétá na vesmírnou stanici. Machete naskočí na startující raketu a deaktivuje ji ve vzduchu. Prezident Rathcock mu oznámí, že ostatní rakety byly zneškodněny a požádá ho, aby Voze pronásledoval do vesmíru.
Film je orámován ukázkami na pokračování Machete Kills Again... In Space.

## Obsazení
| Danny Trejo             | Machete Cortez     |
| Michelle Rodriguez      | Luz                |
| Mel Gibson              | Luther Voz         |
| Jessica Alba            | Sartana Rivera     |
| Charlie Sheen           | prezident USA      |
| Sofía Vergara           | Madame Desdemona   |
| Demian Bichir           | Mendez             |
| Amber Heardová          | Miss San Antonio   |
| Cuba Gooding, Jr.       | El Camaleon        |
| Zoe Saldana             | Liza               |
| Vanessa Hudgens         | Cereza             |
| William Sadler          | Sheriff Doakes     |
| Marko Zaror             | Zaror              |
| Alexa Vega              | KillJoy            |
| Tom Savini              | Osiris Amanpour    |
| Lady Gaga               | La Cameleón        |
| Electra a Elise Avellan | sestry Mona a Lisa |
| Samuel Davis            | Clebourne          |
| Edgar Arreola           | Esteban            |
| Sophia Hoang            | Miss Houston       |
| Heaven Elizabeth Fearn  | Miss Amarillo      |
| Jessica Lee Moreno      | Lady D             |
| Vicky Solis             | Lady D             |